# Dicranomyia incompta
Dicranomyia incompta är en tvåvingeart som först beskrevs av Alexander 1922.  Dicranomyia incompta ingår i släktet Dicranomyia och familjen småharkrankar. Inga underarter finns listade i Catalogue of Life.